# The Thread That Keeps Us
| Совокупная оценка | Совокупная оценка |
| Источник          | Оценка            |
| ----------------- | ----------------- |
| Metacritic        | 78/100            |
| Оценки критиков   |                   |
| Источник          | Оценка            |
| AllMusic          | [ 1 ]             |
| Blurt             | [ 3 ]             |
| Drowned in Sound  | 6/10              |
| Exclaim!          | 4/10              |
| Pitchfork         | 7.1/10            |
| Under the Radar   | 7.5/10            |

The Thread That Keeps Us — девятый студийный альбом американской инди-рок-группы Calexico, вышедший 26 января 2018 года на лейбле ANTI- Records, дочернем подразделении Epitaph Records. Альбом спродюсировали Джоуи Бёрнс и Craig Schumacher.

## История
Calexico провели 2010-е годы вдали от своего дома в Тусоне, чтобы записать такие альбомы, как Algiers — любовное письмо Новому Орлеану и Edge of the Sun — амбициозное путешествие в Мехико. Для альбома The Thread That Keeps Us они отправились на побережье Северной Калифорнии и записывались в студии, которую они прозвали Phantom Ship — ещё одна смена обстановки, которая позволила им расширить диапазон звучания и написания песен как никогда ранее. Они задают тон альбому песней «End of the World with You», в которой находят «любовь в эпоху крайностей» и огрубляют свой джангл-поп одними из самых диких соло. Calexico никогда не уклонялись от социальных комментариев, и они выражают актуальность конца 2010-х годов в таких непоколебимых песнях, как «Eyes Wide Awake» и «Dead in the Water», рычащий, топающий портрет потребления и разрушения. Группа передаёт это разрушение более тонко — и даже более искусно — в туманных размышлениях «Thrown to the Wild» и на «Voices in the Field», где их возмущение скорее тлеет, чем пылает. Мягкая красота Северной Калифорнии просачивается в песню «Girl in the Forest» и уравновешивает её экологическую озабоченность мирной атмосферой. В другом месте, в песне «The Town & Miss Lorraine», в которой старая женщина, книга историй с затонувшего корабля и много рома превращаются в призрачную виньетку, на первый план выходит способность группы к ярким образам. Однако Calexico звучат наиболее радостно, когда исследуют эклектичную смесь звуков, в которой они всегда преуспевали. Середина альбома часто захватывает: «Flores y Tamales» — это в равной степени фанковое и величественное обновление самых ранних дней группы; жёсткие биты и духовые в «Under the Wheels» напоминают о «Feast of Wire»; а беспокойная перкуссия и грохочущие трубы в «Another Space» делают её одним из самых удачных экспериментов группы.

## Отзывы
Альбом получил положительные отзывы музыкальных критиков.
Pitchfork охарактеризовал The Thread That Keeps Us как «бесстрастные истории о пограничной политике и экологических катастрофах», а также назвал его «утешительной пищей», которая «жизненна, несмотря на эту знакомость». Exclaim! назвал его «чрезмерно длинной пластинкой» с «действительно приятными моментами».
Хизер Фарес из AllMusic отметил, что «К счастью, на The Thread That Keeps Us Calexico уделяют столько же времени наслаждению миром, сколько попыткам его спасти. Эта потребность найти — а иногда и бороться за — моменты радости и правды в трудные времена звучит в каждом треке The Thread That Keeps Us. Поочерёдно нежный и смелый, традиционный и раздвигающий границы, The Thread That Keeps Us — ещё один прекрасный пример постоянно расширяющихся горизонтов Calexico».

## Список композиций
| №   | Название                    | Автор(ы)                                 | Длительность |
| --- | --------------------------- | ---------------------------------------- | ------------ |
| 1.  | «End of the World with You» | Joey Burns                               | 3:08         |
| 2.  | «Voices in the Field»       | Joey Burns John Burns                    | 3:26         |
| 3.  | «Bridge to Nowhere»         | Joey Burns                               | 3:07         |
| 4.  | «Spinball»                  | Joey Burns Scott Colberg John Convertino | 1:11         |
| 5.  | «Under the Wheels»          | Joey Burns Sergio Mendoza                | 3:23         |
| 6.  | «The Town & Miss Lorraine»  | Joey Burns                               | 2:39         |
| 7.  | «Flores y Tamales»          | Joey Burns Jairo Zavala                  | 2:47         |
| 8.  | «Another Space»             | Joey Burns                               | 3:55         |
| 9.  | «Unconditional Waltz»       | Martin Wenk                              | 1:38         |
| 10. | «Girl in the Forest»        | Joey Burns                               | 2:45         |
| 11. | «Eyes Wide Awake»           | Joey Burns John Burns John Convertino    | 4:20         |
| 12. | «Dead in the Water»         | Joey Burns                               | 2:37         |
| 13. | «Shortboard»                | Joey Burns Scott Colberg John Convertino | 1:57         |
| 14. | «Thrown to the Wild»        | Joey Burns John Burns                    | 4:47         |
| 15. | «Music Box»                 | Joey Burns                               | 2:55         |

| №  | Название                  | Длительность |
| -- | ------------------------- | ------------ |
| 1. | «Longboard»               | 3:02         |
| 2. | «Luna Roja»               | 3:43         |
| 3. | «Curse of the Ride»       | 2:51         |
| 4. | «Lost Inside»             | 4:30         |
| 5. | «Inside the Energy Field» | 1:17         |
| 6. | «End of the Night»        | 3:29         |
| 7. | «Dream on Mount Tam»      | 3:43         |

## Чарты
| Чарт (2018)                        | Высшая позиция |
| ---------------------------------- | -------------- |
| Австрия (Ö3 Austria)               | 9              |
| Бельгия/Валлония (Ultratop)        | 49             |
| Бельгия/Фландрия (Ultratop)        | 13             |
| Франция (SNEP)                     | 71             |
| Германия (Offizielle Top 100)      | 7              |
| Италия (Classifica album)          | 60             |
| Португалия (AFP)                   | 43             |
| Испания (PROMUSICAE)               | 43             |
| Великобритания (UK Albums Chart)   | 58             |
| США (Billboard Top Album Sales)    | 53             |
| США (Billboard Independent Albums) | 12             |
| США (Billboard Folk Albums)        | 10             |